# Нептун в массовой культуре
Планета Нептун фигурирует в ряде художественных произведений, в литературе, кино и мультипликации, хотя, в силу удалённости от земли, не так часто описывается в научно-фантастических произведениях.
По нему полосами — узоры,

Ветви, молнии, блики, круги —

Будто песни незримого хора

В январе, когда ночью — ни зги…
Один из первый «визитов» на Нептун в научно-фантастическое литературе был описан в романе Earthborn! (1889) канадского писателя Джорджа Ханны (1867—1900), выступавшего под псевдонимом Spirito Gentil. Планета описана там в виде необитаемого кристаллического тела.
В написанном в 1897 рассказе Герберта Уэллса «Звезда» в Нептун врезается прибывшая извне Солнечной системы планета-сирота, в результате чего рождается новая звезда, угрожающая Земле, а в одной из первых космических опер — романе The Struggle for Empire: A Story of the Year 2236 эта планета становится местом космических битв.
В романе Олафа Стэплдона «Последние и первые люди», написанном в 1930 году, повествование ведётся от имени одного из последних людей, обитающего на Нептуне.
У Эдмонда Гамильтона, развивавшего традиции чисто развлекательной космооперы, в эпопее «Одиссея капитана Фьючера» Нептун, названный в честь бога морей, предстаёт в виде планеты-океана, острова которого населяют серокожие гуманоиды с гибкими телами — морские пастухи и охотники. Ещё одну расу гуманоидов Гамильтон поселил в самом нептунианском океане. Спутник Нептуна Тритон Гамильтон делает родиной самых развитых в солнечной системе инопланетян, цивилизация которых основана на управлении силовыми полями и материализации мыслеобразов.
В сериале «Космический патруль» 1962 года выпуска есть эпизод «Рабы Нептуна». В нём экипаж корабля «Галасфера» (Galasphere) послан для разгадки тайны исчезновения колонистов, направляющихся на Плутон около Нептуна. При приближении к Нептуну герои — Дарт (Dart), Слим (Slim) и Хаски (Husky) попадают под гипнотическое влияние Тиро — повелителя Нептуна, который использует свою силу для обращения земных колонистов в рабов[значимость факта?].
В послевоенной фантастике, после того как становится ясно, что Нептун — заледеневший газовый гигант, фантасты, претендующие на реалистичность, уже не могли описывать Нептун, как во времена Гернсбека.
В романе Пирса Энтони 1969 года «Макроскоп», написанном на стыке астрономии и астрологии, описывается путешествие к Нептуну и использование его в качестве гигантского звездолёта.
Терраформированный Тритон становится местом действия одноимённого романа Сюмюэля Дилэни 1976 года, романа 1989 года «A Thunder on Neptune» Гордона Эклунда, романа 1994 года «Neptune Crossing» Джеффри Карвера.
В советской фантастике Сергей Снегов в рассказе 1977 года «Эксперимент профессора Брантинга» описал колонию на Нептуне как место, где человек может официально взять себе новое имя и придуманную биографию, а Ходжиакбар Шайхов в повести «В тот необычный день» делает Нептун источником бактерии, пожирающей кислород, которая чуть не стала причиной планетарной катастрофы на Земле.
Опасности Нептуна описаны в повести Грегори Фили 1986 года «Neptune’s Reach». Александр Ирвин использует особенности атмосферы Нептуна, делая его местом добычи алмазов в рассказе «Shepherded by Galatea» 2003 года, а Майк Резник написал философскую повесть-рассказ «Слоны на планете Нептун», в 2001 получившую премию читателей журнала «Азимов» и номинировавшуюся на Хьюго и Небьюлу.
По сюжету фильма 2019 года К звёздам на орбите Нептуна располагается корабль «Лима» для поиска внеземной жизни.